# Rosulabryum capillare
Rosulabryum capillare là một loài Rêu trong họ Bryaceae. Loài này được (Hedw.) J.R. Spence miêu tả khoa học đầu tiên năm 1996.